# Морской король
Морской король (sækonungr) — в скандинавских сагах — титул, даваемый могущественному вождю викингов.
Сага об Оркнейцах содержит самое раннее упоминание о морских королях. Там первоначальная линия «королей» Квенланда (современная Финляндия) заканчивается отцом Гора Торрассона «Морского короля». Титул «морской король» передаётся к его наследникам, до его правнука Свейди, предполагается, что они теряют или отказываются от статуса правителя квенов и вместо этого остаются королями морей, в конечном итоге становясь лордами в Норвегии.
Морскими королями также могли быть независимые или знатные норвежские и датские вожди, а также короли Швеции (такие как Ингви и Ёрунд), или сыновья королей, такие как Рефил. Однако ими также могли становиться люди «без крыши», как Хьёрвард из Вульфингов; такие люди могли стать настолько могущественными, что были способны подчинить себе целую страну и сделать себя королями. Например, Сёлве, убивший шведского короля Эйстейна, и Хаки, убивший шведского короля Хуглейка. Однако в обоих случаях они в конечном итоге проиграли из-за отсутствия народной поддержки.

## Список морских королей, приведенный вNafnaþulur1-5.
- Оле Крепкий
- Асмунд
- Атал
- Ати
- Атли
- Аудмунд
- Бейми
- Беймуни
- Бейти
- Будли
- Бирвил
- Эккиль
- Эндилл
- Фроди
- Эйнеф
- Гаупи
- Гаир
- Гаути (Гет)
- Гаутрек
- Гейтир
- Гестил
- Гьюки
- Глэмми
- Гор
- Гудмунд
- Гюльви
- Хагбард
- Хаки
- Халф
- Харек
- Хейти
- Хемлир
- Хиорольф
- Хьялмар
- Хнефи
- Хёгни
- Хомар
- Хорви
- Храуднир
- Храудинг
- Хун
- Хандинг
- Хвитинг
- Хемир
- Йорек
- Килмунд
- Лейфи
- Лонгхорн
- Лингви
- Мэви
- Мэвиль
- Мейти
- Мойр
- Майсинг
- Нори
- Нэфил
- Рефил
- Рандвер
- Ракни
- Рейфнир
- Рер
- Роди
- Роккви
- Скефил
- Скеккил
- Солси
- Солви
- Сорви
- Свейди
- Тейти
- Твиннил
- Вандил
- Виннил
- Вирфил
- Ингви